# Lago Remmo
Il lago Remmo, detto anche Laudemio, posto a un'altitudine di 1 525 metri sul livello del mare, è il lago di origine glaciale più meridionale d'Italia: esteso per poco più di due ettari, il bacino si è formato a seguito dello sbarramento costituito dalla morena frontale di un grande ghiacciaio, che nel Quaternario scendeva per circa quattro chilometri dal lato nord del monte Papa (2 005 m), sino ad arrivare in località Pétina Chiana.
Il lago, situato in una conca del parco nazionale dell'Appennino Lucano Val d'Agri Lagonegrese, sulle pendici nord–orientali del monte Sirino, in provincia di Potenza, si estende dietro la Serra Spalla dell'Imperatrice, circondato da un boschetto di fitti e alti faggi e ontani (Alnus cordata); è alimentato dalle acque che scendono dai versanti del Sirino–Papa e la sua superficie si presenta ricoperta di erbe, foglie palustri e alghe.
L'area che delimita lo specchio d'acqua del lago è composta da una fitta faggeta, che lo circonda per due terzi del suo perimetro, e da una corona di monti circostanti.